# Siphonopidae
Siphonopidae představují čeleď červorů, jejíž zástupci se vyskytují na východ od And přes Amazonskou nížinu na jih až po Argentinu a Paraguay. Z hlediska systematiky jsou zástupci této čeledi často řazeni přímo v rámci čeledi cecíliovitých (Caeciliidae).
Jde o malé až středně velké červory vlhkých pralesních půd. Zástupci této čeledi jsou vejcorodí, s následnou rodičovskou péčí. Pozoruhodné chování, objevující se například u cecílie kroužkované (Siphonops annulatus), je tzv. maternální dermatofagie: matka svá mláďata krmí svrchní vrstvou vlastní kůže, jež je bohatá na látky lipidové povahy. O chování a ekologii červorů nicméně není získáno dostatečné množství informací.

## Přehled rodů
Na základě :
- Brasilotyphlus Taylor, 1968
  - Brasilotyphlus braziliensis (Dunn, 1945)
  - Brasilotyphlus dubium Correia, Nunes, Gamble, Maciel, Marques-Souza, Fouquet, Rodrigues, and Mott, 2018
  - Brasilotyphlus guarantanus Maciel, Mott, and Hoogmoed, 2009
- Luetkenotyphlus Taylor, 1968
  - Luetkenotyphlus brasiliensis (Lütken, 1851)
  - Luetkenotyphlus fredi Maciel, Castro, Sturaro, Silva, Ferreira, Santos, Risse-Quaioto, Barboza, Oliveira, Sampaio, and Schneider, 2019
  - Luetkenotyphlus insulanus (Ihering, 1911)
- Microcaecilia Taylor, 1968
  - Microcaecilia albiceps (Boulenger, 1882)
  - Microcaecilia butantan Wilkinson, Antoniazzi, and Jared, 2015
  - Microcaecilia dermatophaga Wilkinson, Sherratt, Starace, and Gower, 2013
  - Microcaecilia grandis Wilkinson, Nussbaum, and Hoogmoed, 2010
  - Microcaecilia iwokramae (Wake and Donnelly, 2010)
  - Microcaecilia iyob Wilkinson and Kok, 2010
  - Microcaecilia marvaleewakeae Maciel and Hoogmoed, 2013
  - Microcaecilia nicefori (Barbour, 1924)
  - Microcaecilia pricei (Dunn, 1944)
  - Microcaecilia rabei (Roze and Solano, 1963)
  - Microcaecilia rochai Maciel and Hoogmoed, 2011
  - Microcaecilia savagei Donnelly and Wake, 2013
  - Microcaecilia supernumeraria Taylor, 1969
  - Microcaecilia taylori Nussbaum and Hoogmoed, 1979
  - Microcaecilia trombetas Maciel and Hoogmoed, 2011
  - Microcaecilia unicolor (Duméril, 1863)
- Mimosiphonops Taylor, 1968
  - Mimosiphonops reinhardti Wilkinson and Nussbaum, 1992
  - Mimosiphonops vermiculatus Taylor, 1968
- Siphonops Wagler, 1828
  - Siphonops annulatus (Mikan, 1822)
  - Siphonops hardyi Boulenger, 1888
  - Siphonops leucoderus Taylor, 1968
  - Siphonops paulensis Boettger, 1892